# ФИПРЕСИ
ФИПРЕСИ (на френски: FIPRESCI, Fédération Internationale de la Presse Cinématographique, на български език Международна федерация на филмовата преса), е асоциация на националните организации на професионалните филмови критици и филмовите журналисти по света за „повишаване и развитие на филмовата култура и за защита на професионалните интереси“. Основана е през юни 1930 г. в Париж, Франция. Днес има членове в повече от 50 страни в целия свят.
ФИПРЕСИ често дава награди по време на филмови фестивали (като тези в Кан и Венеция), за да награди това, което те разглеждат като предприемчиво правене на филми.
От 2005 г. федерацията предлага онлайн кино списание, „Undercurrents“ (буквално „Скрити течения“, „Скрити тенденции“), редактирано от филмовия критик Крис Фуджирава.